# Land Rover
Land Rover (вимовляється як Ленд Ро́вер) — британська автомобільна компанія, яка спеціалізується на виготовленні позашляховиків та SUV. Є самостійним відділенням індійського концерну Tata Motors.

## Історія

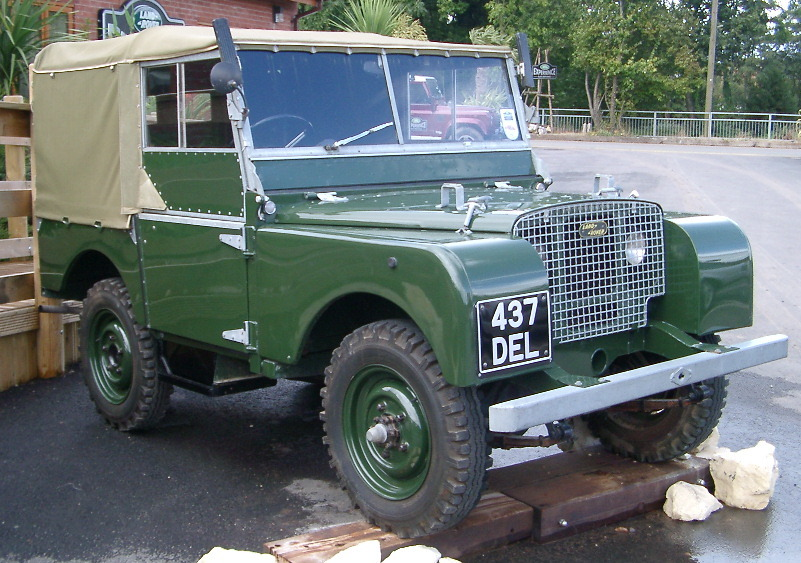
Land Rover Серія 1

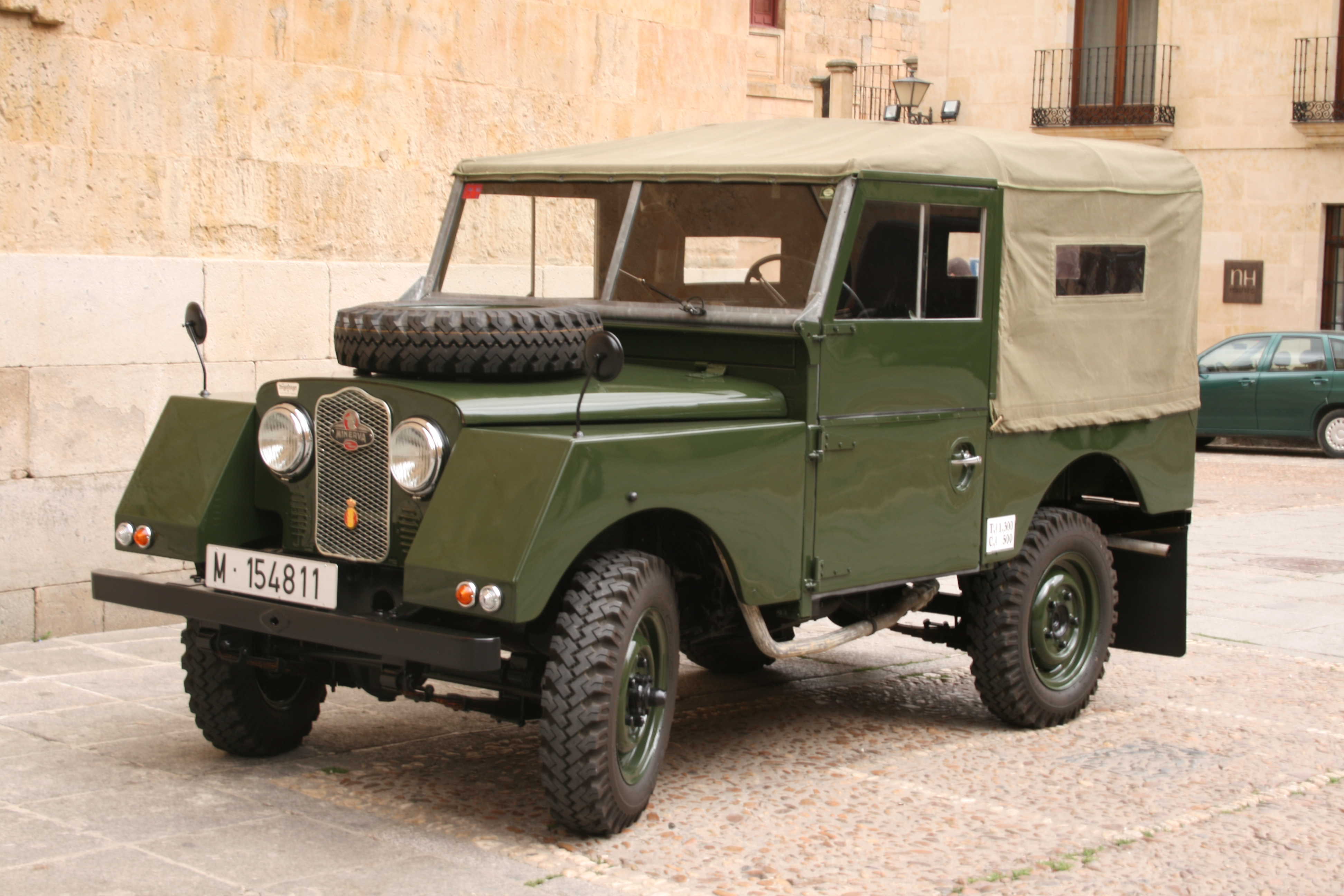
Land Rover Minerva

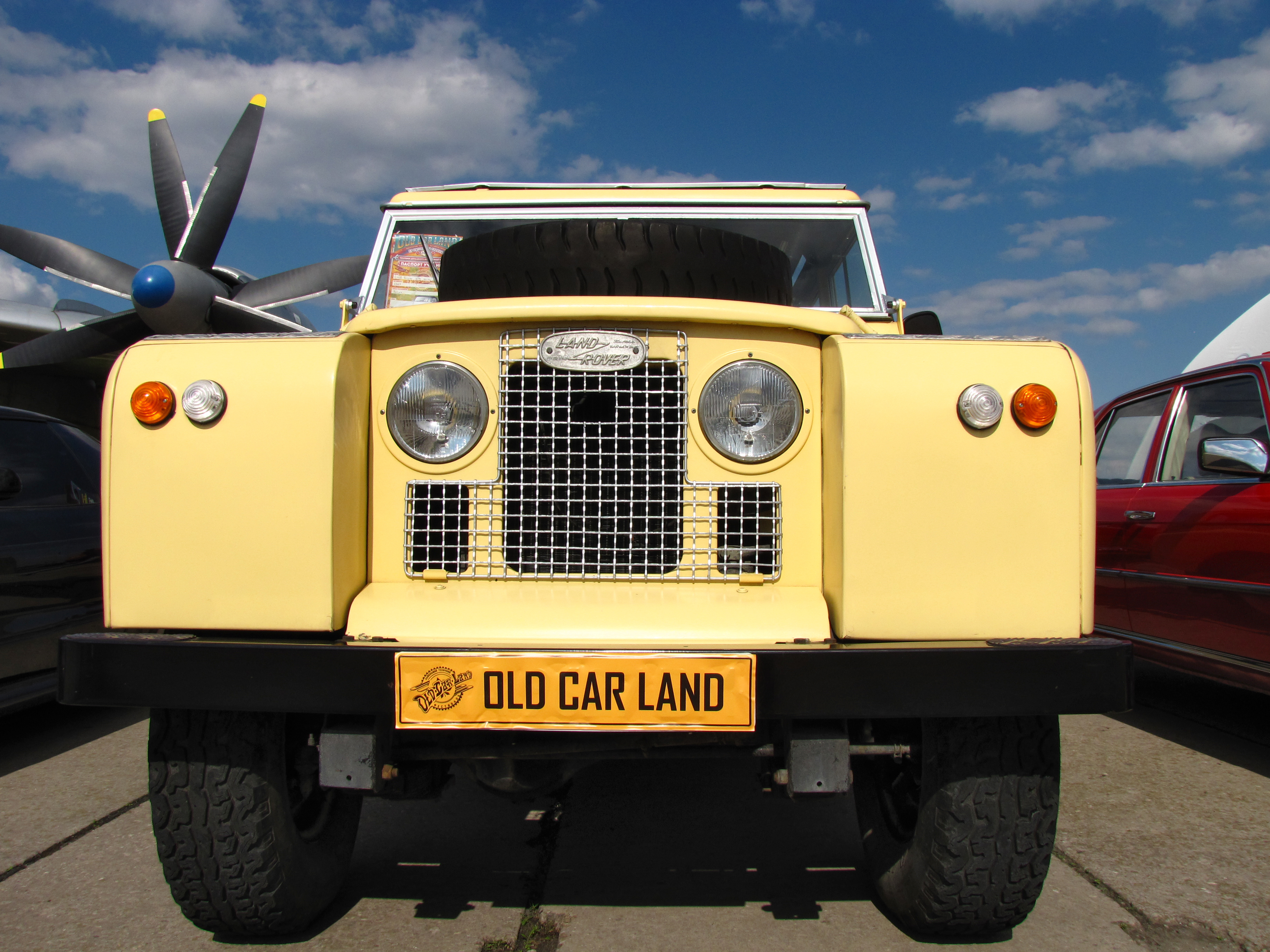
Land Rover Серія 2 у Києві, на виставці Old Car Land

Британська компанія Land Rover, що випускає виключно позашляховики, знамениті своєю прохідністю, колись була частиною автомобільної компанії Rover. У Моріса Уїлкса, шеф-дизайнера Ровера, був маєток на острові Енглезі і армійський Willys MB як засіб пересування. А запчастини для нього знайти було вкрай важко. От і вирішив Моріс разом зі старшим братом Спенсером, роверовським виконавчим директором, створити як альтернативу Вілліс недорогий і невибагливий всюдихід на допомогу британським фермерам.

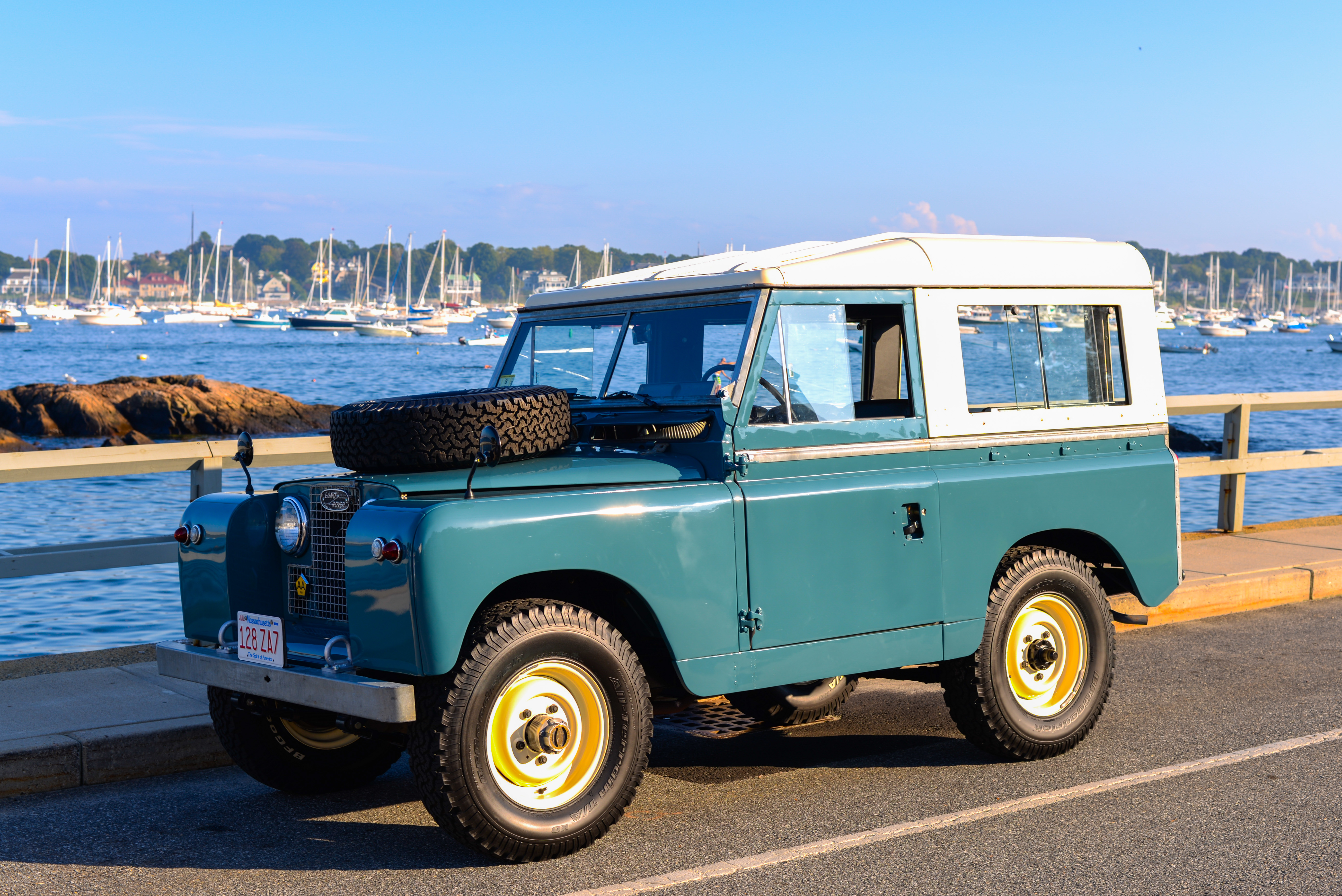
Land Rover Серія 2 у США

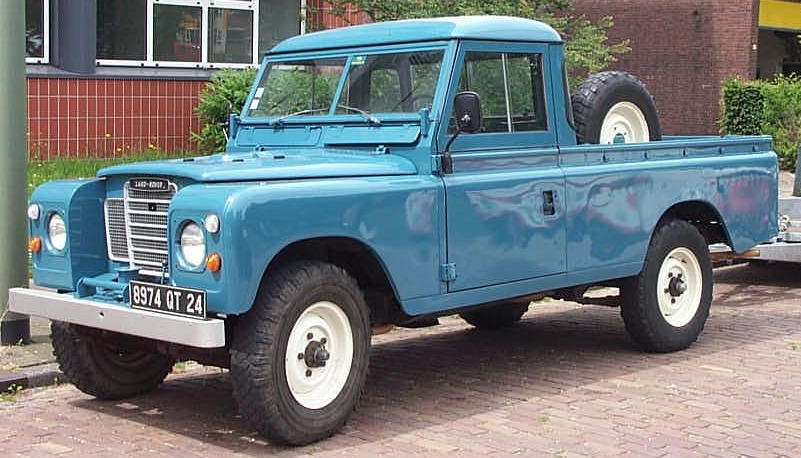
Land Rover Серія 3 пікап

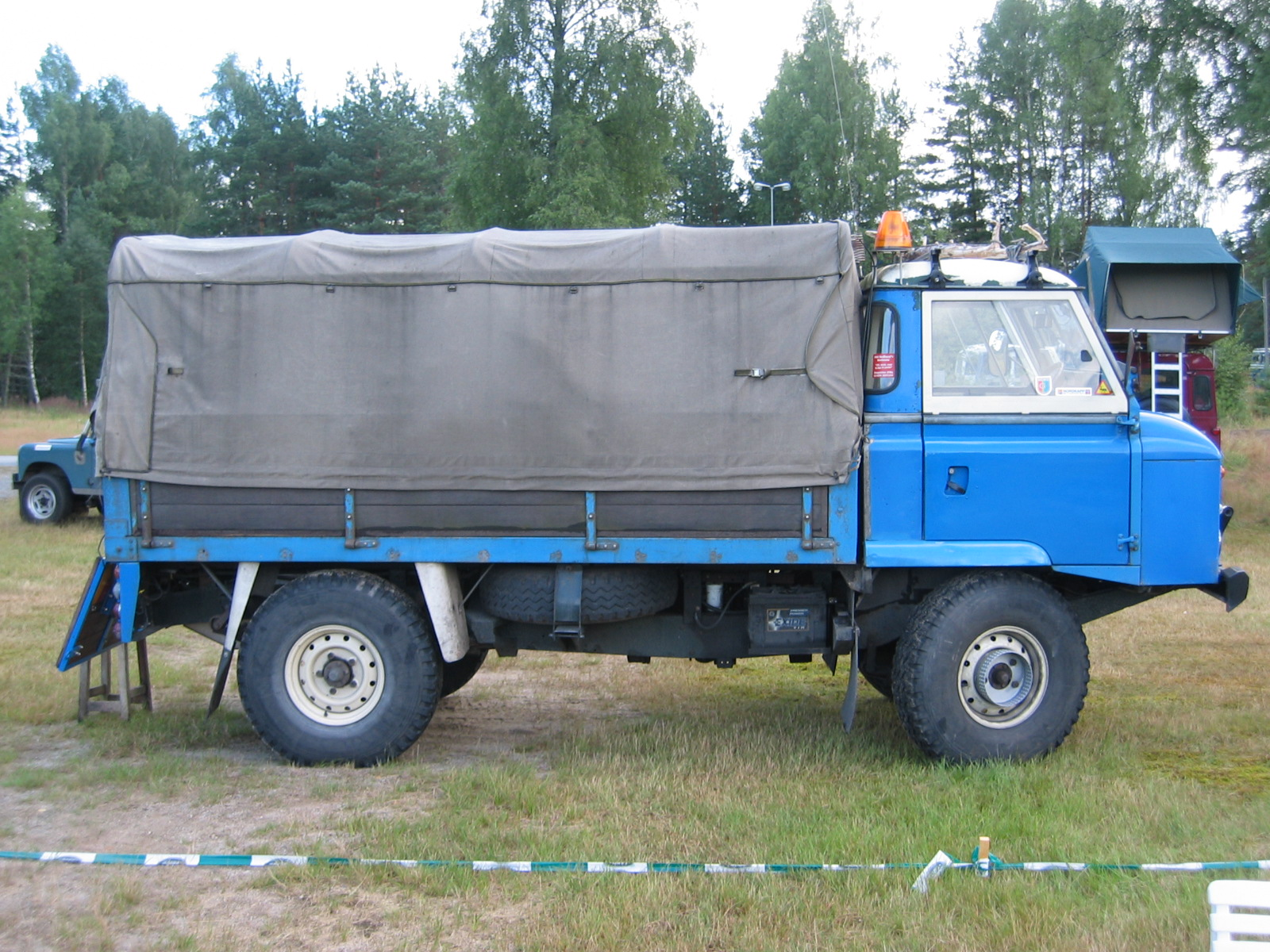
Land Rover Серія IIB

То були перші повоєнні роки. Британська промисловість відчувала гостру нестачу виробничих ресурсів і замовлень. Важлива роль у відновленні англійської економіки була відведена автомобільному виробництву. Компанія Rover якраз домоглася від уряду дозволу на поновлення виробництва цивільних автомобілів і отримала у своє повне розпорядження новий завод Meteor Works в Соліхаллі (Solihull). Це підприємство було державним і під час Другої світової виробляло двигуни для танків і літаків. На потужностях заводу і було вирішено випускати недорогий всюдихід.
Перший прототип Centre Steer нагадував Willys, проте його кузов був зроблений з листів алюмінієвого сплаву Birmabright. У 1947 році випуск винищувачів і бомбардувальників різко знизився: на складах накопичилося величезна кількість алюмінію, який коштував дешевше сталі. До того ж алюміній відрізнявся корозійною стійкістю. Після серйозних випробувань, в ході яких, як кажуть, постраждало більше водіїв, ніж машин, був готовий передсерійний зразок. Його показали навесні 1948 року в Амстердамі. Новинку назвали Land Rover. Приставка Land недвозначно вказувала на те, що новій машині доведеться «мандрувати» сушею. Адже спочатку під словом rover мався на увазі не бродяга або скиталець, а морський розбійник або пірат. Тому навіть на роверівській емблемі зображений довгий корабель вікінгів.
Перші Ленд Ровери були аскетичні. Зовнішніх дверних ручок не було. Нагрівача теж, а від непогоди пасажирів захищав тільки брезентовий тент. Півторалітровий бензиновий мотор розвивав усього 50 к.с. У найперших машин на раму наносили гальванічне спеціальне покриття, що дозволяє уникнути електрохімічної корозії, яка виникає в місці контакту сталі та алюмінію. Пізніше технологію спростили, і раму просто стали ретельніше фарбувати.
Машини ранніх випусків оснащувалися повним приводом з обгінною муфтою в приводі переднього моста. При русі прямо обидві осі були ведучими, при гальмуванні або повороті муфта розмикалася і передні колеса оберталися вільно. Муфту можна було заблокувати примусово, потягнувши за кільце (потім його замінить важіль з жовтим набалдашником — yellow knob). Така трансмісія не потребувала міжосьового диференціалу, але була менш довговічною.
Моріс Уілкс вважав, що недорогий всюдихід — це відмінний «проміжний» варіант, який допоможе компанії Rover протриматися до того часу, поки уряд не послабить жорсткі квоти на сталевий прокат. Однак Ленд Ровер зустріли дуже тепло, і до кінця першого року виробництва вже було випущено більше нових всюдиходів, ніж звичних легкових Роверів.
Машини вдосконалювалися. Повний привід з обгінної муфтою змінила трансмісія з підключається передком і хабами. А її, у свою чергу, змінив просунутіший постійний повний привід. Потужність і літраж бензинових моторів збільшувалися. У 1957 році на автомобілі стали ставити дизельні двигуни. Моделі позашляховиків позначалися цифрами, що показують довжину колісної бази в дюймах. Від серії до серії ця величина зростала: Land Rover 80, Land Rover 86, Land Rover 88, Land Rover 90. З'явилися подовжені версії 109, 110 і 127. Пізніше — закритий алюмінієвий кузов, термоізольований дах. Ресорну підвіску замінила пружинна. Класичний Land Rover дожив до наших днів. З 1990 року його випускають під ім'ям Defender.

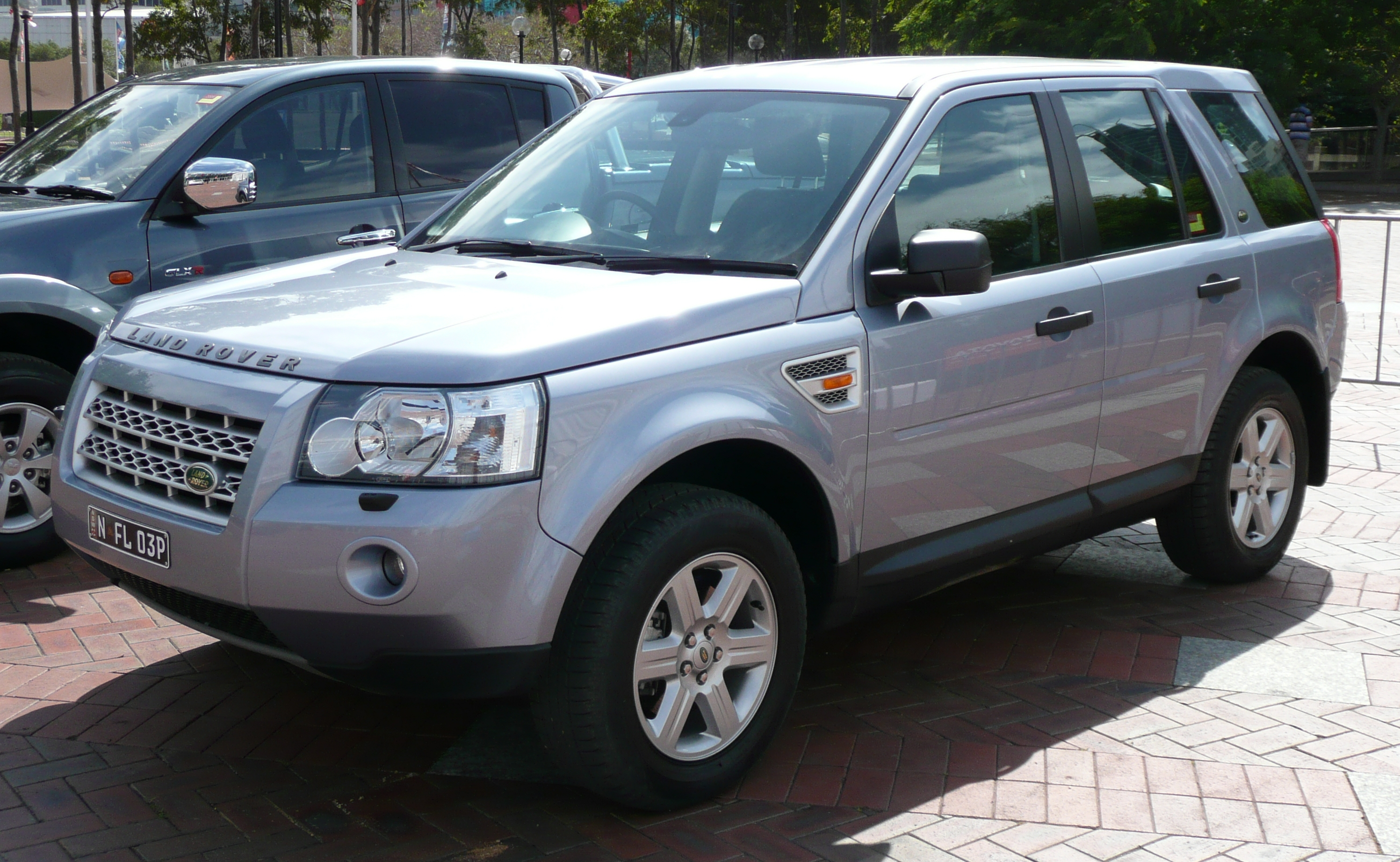
Land Rover Freelander 2

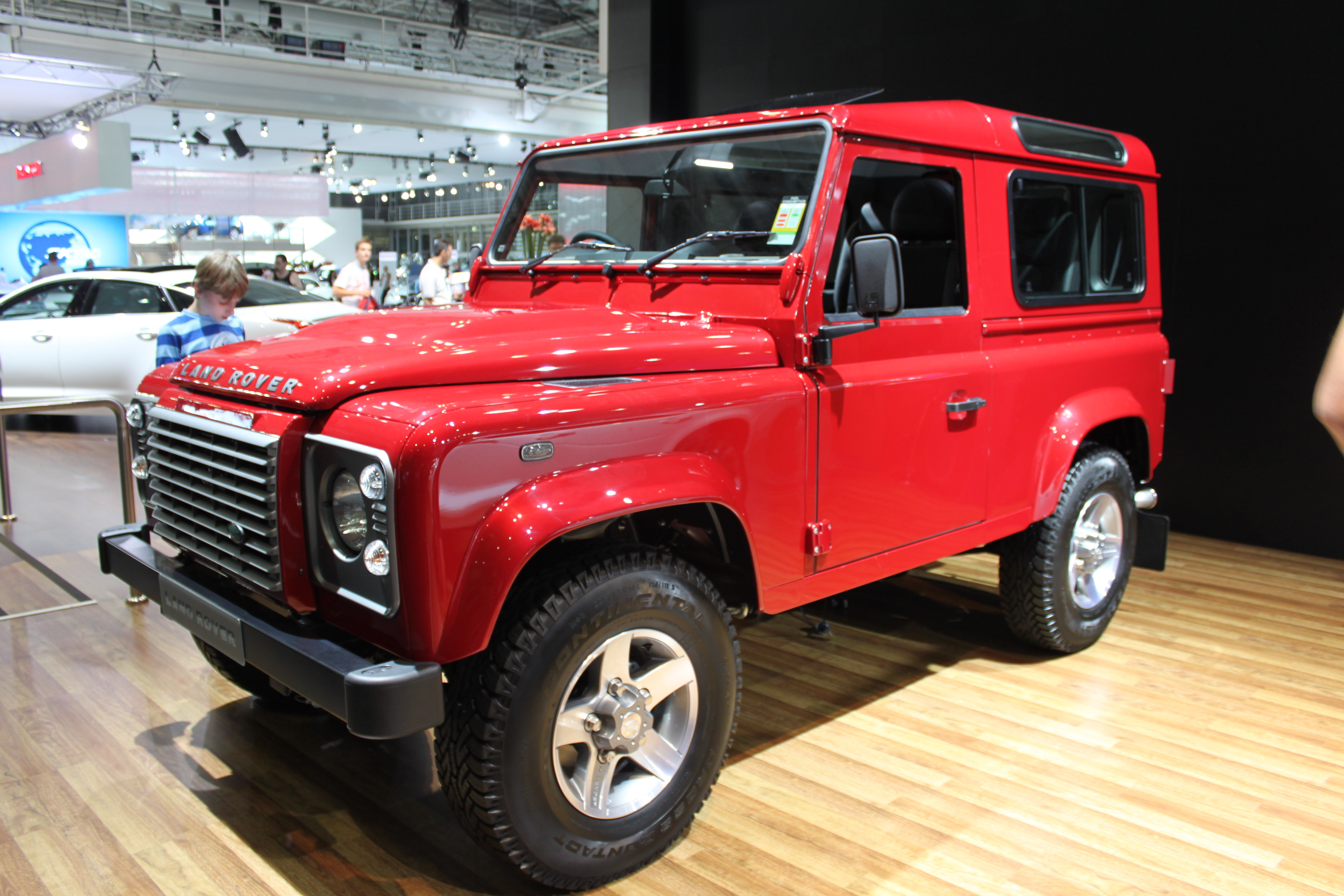
Land Rover Defender 90

Паралельно з випуском утилітарних всюдиходів в компанії працювали над автомобілем, здатним поєднувати прохідність позашляховика і комфорт седана. Вже через рік після початку виробництва Ленд Роверу з'явилася модель Station Wagon із закритим семимісним кузовом. Її оснащення вражало: обігрівач салону, склоочисник з двома щітками, шкіряні сидіння і м'яка оббивка дверей і, головне, захисний ковпак запасного колеса. Кузов з дерев'яним каркасом і алюмінієвою обшивкою, розроблений ательє Tickford, постачальником фірм Aston Martin і Rolls-Royce, виявився занадто дорогим.
Наступна спроба створити комфортабельний позашляховик виявилася успішнішою. Автомобіль, названий Range Rover, створювався також з прицілом на американський ринок і оснащувався бензиновим мотором Buick V8 постійним повним приводом і довгохідною пружинною підвіскою. Успіх машини, що дебютувала в 1970 році, допоміг компанії утриматися на плаву в складний період. Крім того, кутастий Range Rover удостоївся честі стати поруч з Джокондою Леонардо в Луврі як зразок сучасного мистецтва.
Щоб закрити прогалину між комфортабельним позашляховиком Range Rover і спартанським Land Rover, у британській компанії почали працювати над автомобілем на базі Range Rover, дешевшим, але не менш комфортабельним — Project Jay (Проєкт Новачок). Для новачка Discovery лобове скло, моторний щит, дверні прорізи, рама були запозичили без змін у рейндж. Повністю перейшла до Диско і рейнджерівська агрегатна база: мости, коробка передач і роздавальна коробка. Тільки на додаток до бензинового мотора V8 додали турбодизель.

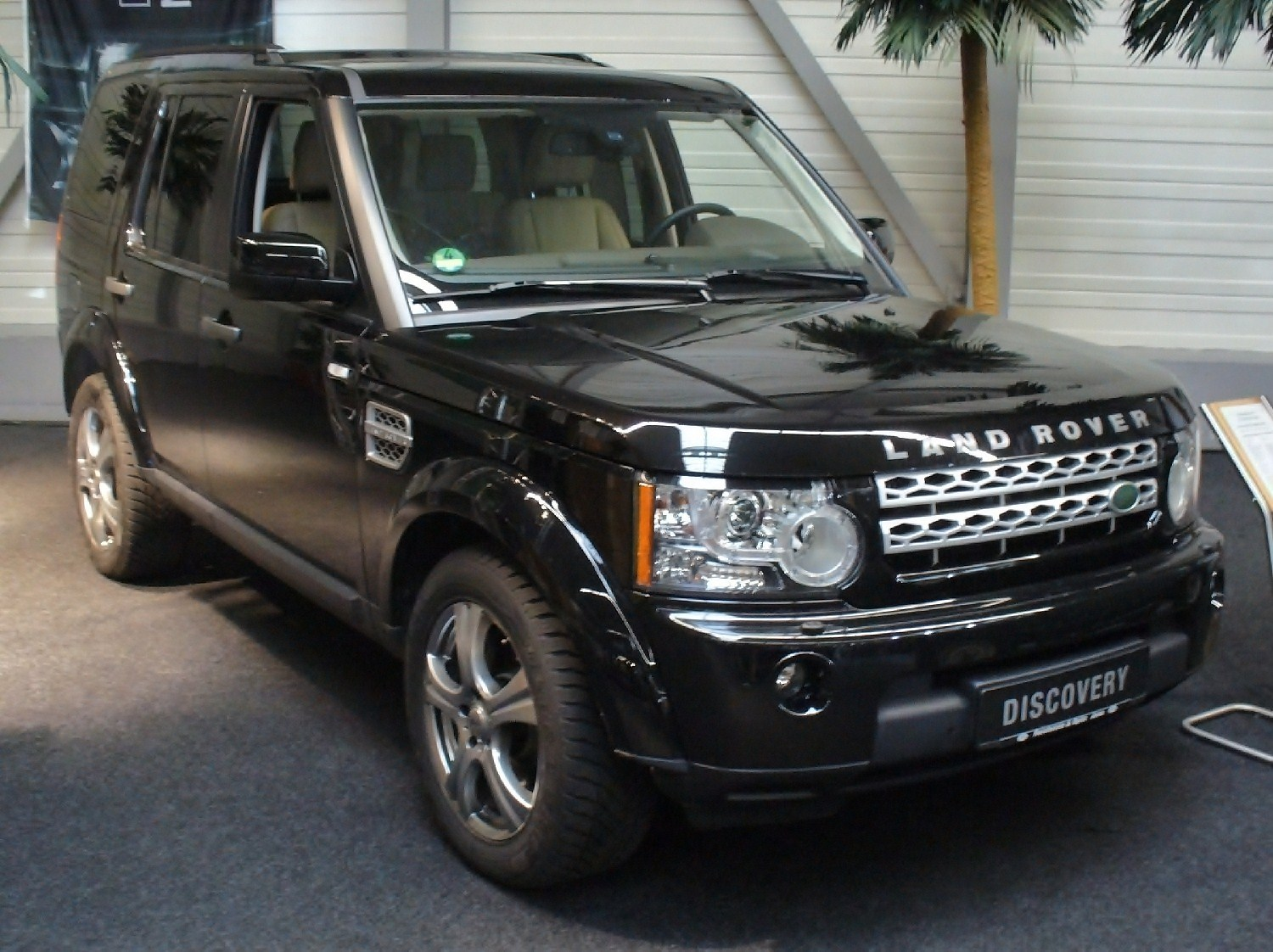
Land Rover Discovery 4 2010

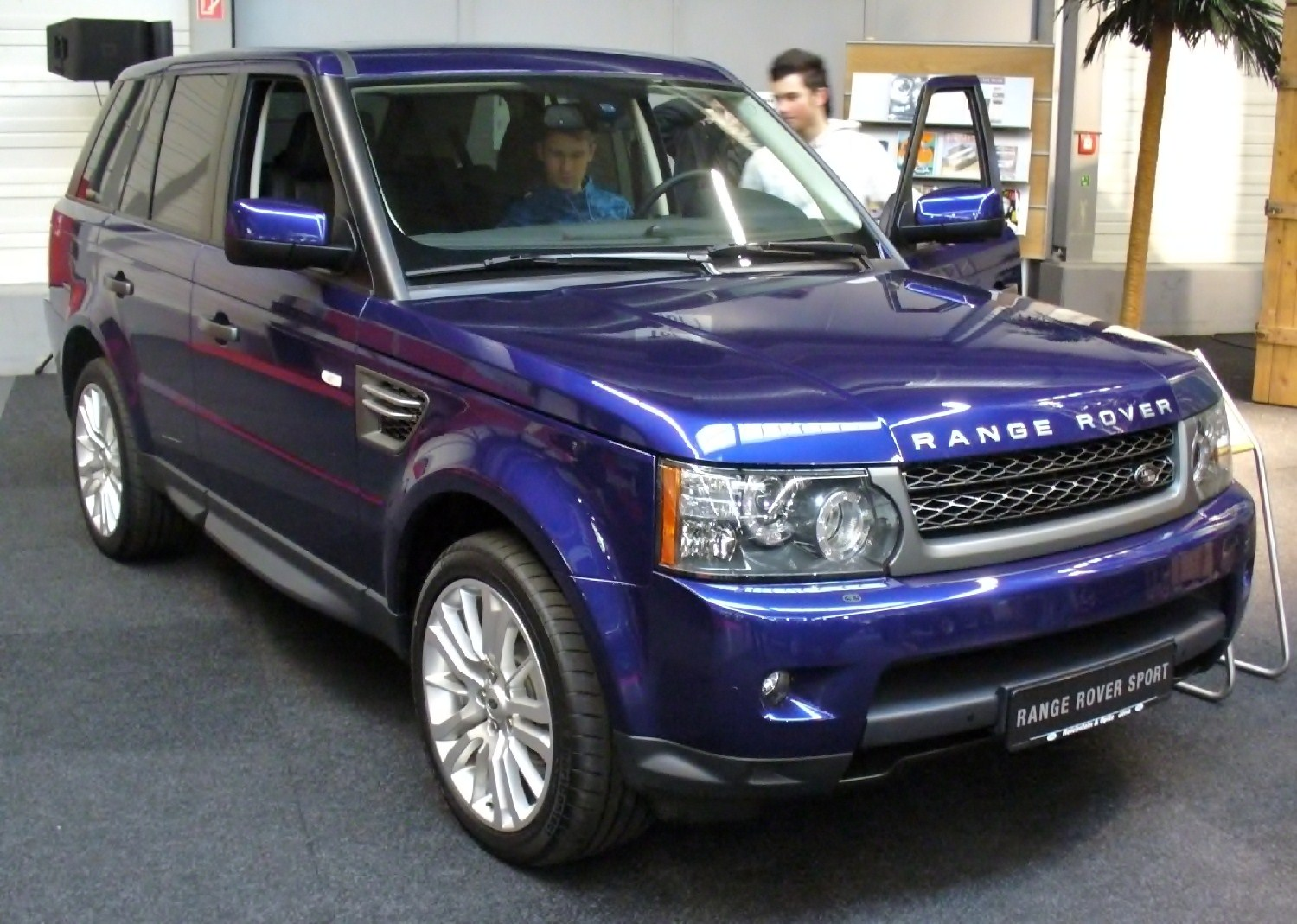
Range Rover Sport 2010

Повністю нове третє покоління Discovery з дизайном в стилі Range Rover отримало незалежну підвіску. Інтегрована в кузов рама дозволила знизити центр мас. На бездоріжжі водієві асистує електронний помічник Terrain Responce, заточений під різні види покриття.

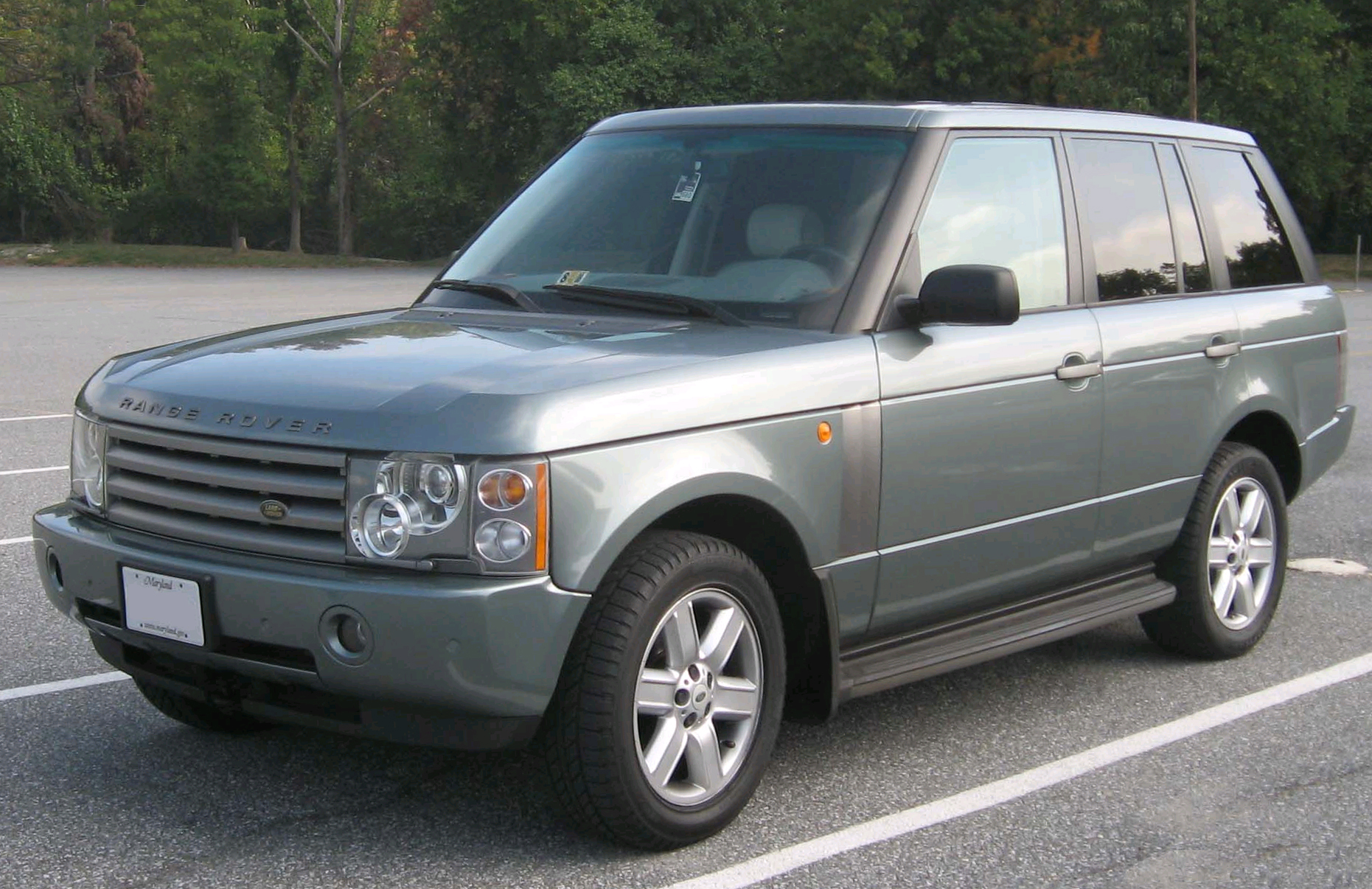
Range Rover ІІІ

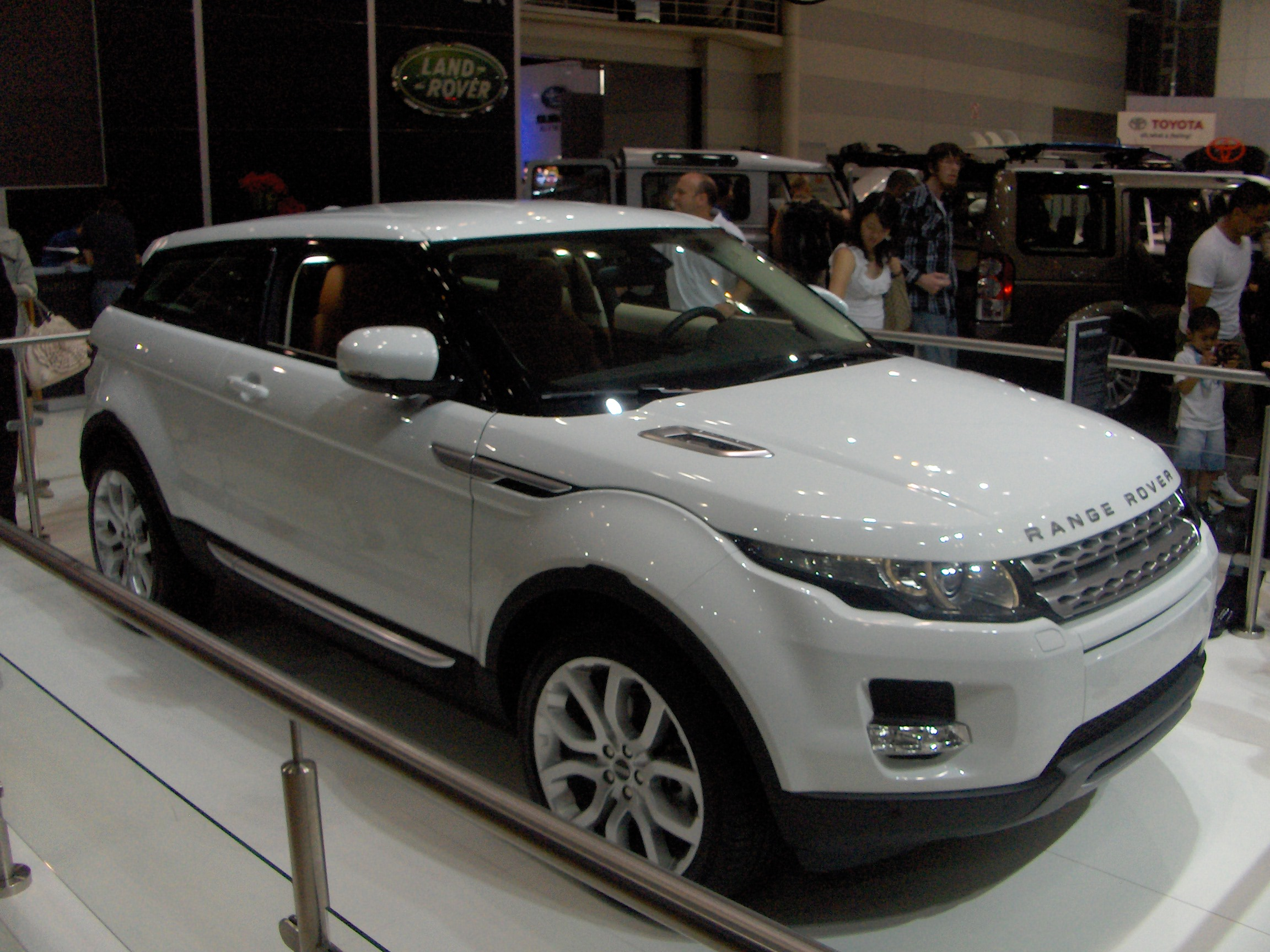
Range Rover Evoque

Найменший у лінійці Freelander — перший Range Rover з несучим кузовом — з'явився в 1997 році. Ходив такий жарт: компанія Land Rover, крім позашляховиків, випускає сувенірну продукцію — значки, майки, бейсболки та Freelander. Хоча до самого маленького Landy ставилися зверхньо і трохи сварили за відсутність знижуючої передачі, в 1998 році продажі зросли до 70 тисяч на рік. І п'ять років поспіль — до 2002-го — Фріл залишався найпопулярнішим із повнопривідників в Європі. Автомобіль протримався на конвеєрі майже 10 років. Більший Freelander номер два на спільній з Volvo XC60 платформі EUCD показали в 2006 році в Лондоні.
На платформі «третього» Discovery створений найшвидший Land Rover — Range Rover Sport. Компанії був потрібен автомобіль легший і швидший, ніж Рейндж, здатний на рівних ганятися з Туарегом, Кайеном і BMW X5. Він на 8,5 см нижче і на 17,5 см коротше звичайного Рейндж, зате п'ятилітровий компресорний двигун V8 розганяє автомобіль до сотні менш ніж за шість секунд.
C 60-х років минулого сторіччя Land Rover багато і часто переходив з рук в руки: British Leyland (1968—1988), British Aerospace (1988—1994), BMW (1994—2000), Ford (2000—2008). І нарешті, індійська TATA, яка купила британського виробника позашляховиків у комплекті з компанією Jaguar. Індійці заплатили $ 2,3 мільярда, але за вирахуванням $ 600 мільйонів на пенсійні програми Jaguar і Land Rover «блакитний овал» отримав $ 1,7 мільярда. Крім того, концерн Ford пообіцяв допомагати двигунами, платформами, іншими компонентами і технологіями — на час перехідного періоду фордівці зобов'язалися фінансувати дилерів Jaguar і Land Rover у всьому світі.
Голова ради директорів Tata Sons і Tata Motors містер Ратан Тата пообіцяв, що обидві компанії збережуть свої унікальні відмітні особливості. Однак позашляховики будуть витрачати менше палива завдяки широкому застосуванню алюмінію та впровадженню гібридних технологій. Крім того, лендроверовці працюють над заміною легендарного Дефендер сучаснішим позашляховиком під кодовою назвою Project Icon. Що з усього цього вийде, покаже час. Хоча компанія Land Rover не втрачала обличчя і при поганих господарях.
У червні 2018 року представники компанії Land Rover оголосили про початок нового проєкту під назвою «Cortex», на реалізацію якого буде витрачено близько 5 мільйонів доларів. Метою цього проєкту є «створення самохідних автомобілів-роботів, здатних самостійно пересуватися по бездоріжжю за будь-яких погодних умовах».

## Модельний ряд
- Land Rover Series
- Land Rover Defender
- Land Rover Discovery
- Land Rover Freelander
- Range Rover
- Range Rover Evoque
- Range Rover Sport
- Range Rover Velar

## Повний перехід на випуск електрокарів
15 листопада 2021 року, стало відомо що шість компаній-виробників автомобілів підписали декларацію про те, що вони до 2040 року відмовляться від випуску автомобілів із бензиновими двигунами. Серед підписантів була й Jaguar Land Rover.